# إضاءة للمسنين
يتطلب تصميم الإضاءة للمسنين اهتمامًا خاصًا ورعاية من المهندسين المعماريين ومصممي الإضاءة. يعاني الناس مع تقدمهم في السن من تحلّل عصبي في شبكية العين وفي نواة فوق التصالبة (SCN). يصل ضوء أقل إلى الجزء الخلفي من العينين لأن الحدقتين تتناقصان في الحجم مع تقدم العمر، وتصبح العدسة داخل العين أكثر ثخانة، وتبعثر العدسة كمية أكبر من الضوء مما يجعل الكائنات والألوان تبدو أقل وضوحًا. تعد هذه الأعراض شائعةً لا سيما عند أشخاص المصابين بمرض الزهايمر. كما تقل مستويات إضاءة الشبكية عند كبار السن، مثل حالة صغر الحدقة والعدسات البلورية الأقل شفافية.
علاوة على ذلك، يبدأ كبار السن مع تقدمهم في العمر بفقدان الخلايا العصبية في شبكية العين، الأمر الذي لا يهدد القدرة على الرؤية فحسب، بل يتعدّاها ليُدرج أيضًا وتيرة يومية قوية من نور- ظلام مطلوبة للحفاظ على الإيقاعات البيولوجية. تعد دورة نور- ظلام على مدار 24 ساعة أهم حافز خارجي لتنظيم توقيت الدورة اليوماوية.
يحتاج مصممو الإضاءة بالإضافة إلى مراعاة تشيُّخ العين، مراعاة احتياجات نمط الحياة الفريدة للمسنين. من المهم بشكل خاص توفير إضاءة قوية في السلالم لمنع الانزلاق والتعثُّر على سبيل المثال. قد يحرم المسنون من أشعة الشمس الطبيعية بسبب المحدّدات البدنية. تملك العديد من دور التمريض ومساكن الرعاية الدائمة، مستويات إضاءة خافتة وثابتة وأطياف إضاءة ضعيفة، وغالبًا ما تنتج عن الاستخدام المكثف للإضاءة الفلورية. على الرغم من استخدام الإضاءة الفلورية على نطاق واسع في المكاتب والمصانع، إلا أنها غير مناسبة للعيادات والمنازل، يمكن أن تسبب تعطل النظام اليوماوي للجسم، وبالتالي يمكن أن ينتهي بآثار صحية سلبية. يمكن أن يكون وميض الصادر من المصابيح مزعجًا، وخاصة بالنسبة لمرضى الصرع، كما نفاذ اللون ضعيفًا بالمقارنة مع المصابيح المتوهجة.

## المخاوف الصحية

### اضطرابات النوم
تشير الدراسات الاستطلاعية إلى أن 40 حتى 70% من البالغين ذوي العمر 65 عامًا أو أكبر يعانون من اضطرابات نوم مزمنة. يميل كبار السن إلى النوم في وقت مبكر من المساء والاستيقاظ في الصباح الباكر أكثر من البالغين الأصغر سنًا. علاوة على ذلك، غالباً ما يستيقظ المسنون عدة مرات خلال الليل ويصعب عليهم النوم ثانيةً، فيميلون لأخذ العديد من القيلولات خلال النهار. إضافة إلى ذلك، فقد ثبت أن الإضاءة المستمرة في مساكن الرعاية الدائمة تُضعف القدرة على النوم.
تكون اضطرابات النوم عند مرضى الألزهايمر، أكثر تواتراً وتميل إلى أن تكون أكثر حدة. يبدي هؤلاء المرضى نومًا متقطعًا طوال اليوم على مدار 24 ساعة عوضًا من النوم المتواصل في الليل واليقظة أثناء النهار.
يعد قلة النوم من أكبر الشكاوى عند كبار السن، كما يمكن ربط قلة النوم بمجموعة واسعة من المشاكل بما في ذلك تزايد مشاكل القلب والأوعية الدموية واضطراب وظائف الغدد الصماء وانخفاض وظائف المناعة ومشاكل في التوازن وضعف الإدراك. أظهرت الدراسات أنه عندما يتعرض كبار السن لمستويات ضوئية عالية خلال النهار ومستويات اعتيادية من الضوء في الليل، ازدادت فترات نومهم وكفاءتهم بشكل ملحوظ.

### الاكتئاب
كثيرًا ما يظهر على كبار السن الاكتئاب باعتباره من الأمراض البارزة. قام العديد من الباحثين بربط الاكتئاب بالاضطراب العاطفي الموسمي (SAD)، كما ارتبطت التغيرات في المزاج الموسمية بنقص الضوء. يكون الاضطراب العاطفي الموسمي أكثر تواترًا في خطوط العرض المتطرفة، مثل القطب الشمالي وفي فنلندا.
إن العلاج بالضوء بشكل صناديق ضوئية هو علاج متكرر غير دوائي للاضطراب العاطفي الموسمي. أظهرت العديد من الدراسات الأولية أن العلاج بالضوء هو علاج إيجابي لأعراض الاكتئاب لكبار السن بالرغم من الحاجة إلى إجراء المزيد من الدراسات في هذا المجال.

## قياس الضوء
استخدمت القياسات النموذجية للضوء مقياس الجرعة. تقيس أجهزة قياس الجرعات تعرض الفرد أو الجسم لشيء ما في البيئة، مثل مقاييس الجرعات الضوئية ومقاييس الجرعات فوق البنفسجية. طُوّر عداد الضوء اليومي الشخصي الذي سُمّي مقياس الضوء اليوماوي من أجل قياس كمية الضوء التي تدخل العين على وجه التحديد، وهو أول جهاز صُنع لقياس وتوصيف الضوء بدقة (من حيث الشدة والطيف والتوقيت والمدة) التي تدخل العين والتي تؤثر على الساعة البيولوجية لجسم الإنسان.
مقياس الضوء اليوماوي هو عبارة عن جهاز صغير مثبت على الرأس يقيس أنماط الراحة والنشاط اليومية للفرد، فضلاً عن التعرض للضوء اليوماوي وهو ضوء قصير طول الموجة، وخاصة الضوء الطبيعي من السماء الزرقاء، يحفز هذا الضوء النظام اليوماوي. يقيس الجهاز النشاط والضوء معًا بفواصل زمنية منتظمة ويخزن إلكترونيًا درجة حرارة التشغيل ويسجلها. يستطيع مقياس الضوء اليوماوي جمع البيانات لمدة تصل إلى 30 يومًا من التحليل.

## تطبيقات
يمكن أن يساعد توفير الضوء في وقت مبكر من المساء، كبار السن على النوم بشكل أفضل في الليل وأن يكونوا أكثر يقظة أثناء النهار، لأن الضوء يؤخر الساعة البيولوجية لجسم الإنسان.  أظهرت العديد من الدراسات أنه عند تعرُّض المسنين لضوء أبيض ساطع، يلاحظ تحسينٌ في كفاءة النوم عندهم. أظهرت دراسة حديثة أيضًا أن التعرض لـ 30 lx من الضوء الأزرق للصمامات الثنائية الباعثة للضوء (LEDs) في المساء (يبلغ ذروته عند 470 نانومتر في العين لمدة ساعتين) قد زاد من كفاءة النوم للمسنين الذين واجهوا صعوبة في النوم سابقًا.
لتوفير الضوء الأبيض والضوء الأزرق تأثير أكبر بالنسبة لمرضى الألزهايمر (AD). حتى الآن، ثبت أن هناك طريقتان للإضاءة تعملان على تحسين النوم الليلي عند مرضى الألزاهايمر:
1. التعرض لضوء أبيض ساطع (لا يقل عن 2500 lx ولا يتجاوز 8000 lx في القرنية) لمدة ساعة واحدة على الأقل في الصباح لمدة أسبوعين
2. التعرض إلى 30 lx من الضوء الأزرق من الصمامات الثنائية الباعثة للضوء، تبلغ ذروتها في 470 نانومتر في العين لمدة ساعتين.

ساعد الضوء أو النوم الأفضل، أيضًا في الحد من السلوك المهيج مثل المشي والعدوانية والتحدث بصوت عالٍ، كما أدى التعرض المسائي للضوء الأبيض الساطع (1500 إلى 2000 lx في القرنية) لمدة ساعتين إلى خفض النشاط الليلي وشدة الإثارة المسائية.
يعد ضوء النهار مصدر الضوء المثالي لأنه يوفر تحفيز التحفيز اليوماوي العالي خلال النهار. يحتوي ضوء النهار أيضًا على الكثافة الصحيحة والطيف اللازمين لتحفيز النظام اليوماوي. يجب أن تُراعي التصميمات المعمارية دخول أشعة الشمس للغرف ووجود مناور وأفنية إلى تصميم مساكن المسنين. كما تساعد الإضاءة الليلية أيضًا في الحد من سقوط المسنين وإصابتهم، وفي نفس الوقت تساعد كبار السن على الحفاظ على النوم. يعد السقوط وتعثّر المسنين مصدر قلق كبير، يهدد استقلالهم ويهدد بمضاعفات صحية أبعد. يمكن أن تساعد أنظمة الإضاءة المسنين في الحفاظ على اتّزانهم واستقرارهم. إضافة إلى ذلك، يمكن أن يساهم الحرمان من النوم في انخفاض السيطرة على وضعيتهم. تقلل الإضاءة الليلية التي تبرز المساحات الأفقية والرأسية، مثل الإضاءة الخافتة فوق المدخل أو عند سفح السرير، من خطر السقوط دون اضطراب نومهم.